# Дисе
Дисе (фр. Dissay) насеље је и општина у западној Француској у региону Поату-Шарант, у департману Вијена која припада префектури Поатје.
По подацима из 2011. године у општини је живело 3078 становника, а густина насељености је износила 129,82 становника/km². Општина се простире на површини од 23,71 km². Налази се на средњој надморској висини од 64 метара (максималној 144 m, а минималној 60 m).

## Демографија
| 1962. | 1968. | 1975. | 1982. | 1990. | 1999. | 2011. |
| ----- | ----- | ----- | ----- | ----- | ----- | ----- |
| 1.298 | 1.436 | 1.745 | 2.464 | 2.498 | 2.634 | 3.078 |

График промене броја становника у току последњих година